# Agenzia investigativa Carlo Lorenzini
Agenzia investigativa Carlo Lorenzini è un fumetto italiano a sfondo giallo-favolistico. Protagonisti sono i personaggi dei classici letterari o teatrali o poetici reincarnati in umani a seguito del successo della loro storia.

## Trama
Nel 1892, a Firenze, Pinocchio è appena divenuto celebre da un paio d'anni e lui e gli altri personaggi della sua storia sono divenute persone in carne e ossa nel Mondo Reale, come del resto accade a qualunque Storia, ma qualcosa turba la "Marionetta divenuta un uomo": la morte del suo autore, Carlo Lorenzini, in arte Carlo Collodi, non è stata naturale ma è stato apparentemente avvelenato. Notando la tenacia di Pinocchio nel cercare di risolvere il caso Collodi, Marco Polo, protagonista de Il Milione, decide di affidargli il suo ruolo di Guardiano dell'Equilibrio, ossia far sì che le Storie non si facciano scoprire dagli umani o risolvere crimini fra le due specie, ed evoca la musa Clio che nomina Pinocchio Guardiano dopo che questi trova il colpevole della morte di Collodi (un ex politico vittima della satira dello scrittore, prima che questi si dedicasse alla guerra e alle fiabe) e lo risparmia. Pinocchio quindi diventa il garante della sicurezza delle Storie sotto il nome di Carlo Lorenzini.
Intanto la Bambina dai Capelli Turchini viene rapita e venduta come schiava in Libia. Anni dopo la ragazza uccide un intero esercito con l'aiuto degli spiriti delle Storie Mai Narrate, ossia le storie che non sono mai state raccontate. Carlo la ritrova in mezzo ai cadaveri e la porta con sé chiamandola Angie, in onore della madre di Collodi, Angelina Orzali Lorenzini.
Gli anni passano, e ciò non è un problema per le Storie (se qualcuno di loro muore, basta che un umano legga o ricordi la sua storia e il personaggio riprende vita) Carlo e Angie, si sono fidanzati e hanno aperto un'agenzia investigativa a Milano, dove abitano già molte Storie, come Capitano Nemo, che gestisce un bar per le Storie assieme all'Innominato. Il lavoro di Carlo è alquanto facile data la sua abilità di riconoscere le bugie come la falsa identità di Mattia Pascal, o la faida segreta fra le Volpi Letterarie (di cui anche il suo antagonista fa parte) o l'affetto che il Conte Dracula ha per Il Piccolo Principe.
Un giorno però, Carlo si deve occupare del furto del Necronomicon, un oggetto di una Storia, che la Malvagia Strega dell'Ovest ha rubato a Londra. Aiutato da Sherlock Holmes e Harry Potter, Carlo recupera l'artefatto solo per scoprire che c'è Marco Polo dietro tutto ciò. Con il Libro dei Morti, Marco evoca i signori dell'Infinito per sacrificare la Storia Primordiale e diventare un Dio, Carlo però dice una bugia, e la magia al suo interno che fa crescere il suo naso, si trasferisce nella Storia Primordiale che si trasforma in Marionetta. Marco non ha più un sacrificio e viene portato via dai Signori dell'Infinito. Per quanto riguarda alla Storia Primordiale, il Guardiano dell'Equilibrio dell'Est, Sun Wukong, consiglia di ucciderlo e aspettare che qualcuno lo rianimi leggendo la sua storia.
Per Carlo, va tutto normale, finché un paziente del manicomio di Alice non uccide Carlo facendo morire di crepacuore Angie che resuscita di nuovo come Bambina e il macello successo in Libia si ripete fino al ritorno di Carlo, che è costretto a rimettere Angie, in un posto più tranquillo: nelle terre di Gilgamesh, Guardiano dell'Equilibrio del Sud.

## Personaggi
- Pinocchio/Carlo Lorenzini (Le avventure di Pinocchio. Storia di un burattino): Protagonista della serie, ha capelli e barba rosso-bruni. È caratterizzato dal naso grosso che si allunga se mente, in compenso può riconoscere le bugie. È anche in grado di comunicare con gli equini (in particolare gli asini). Fa spesso riferimenti alle sue precedenti avventure (come l'odio per i Carabinieri e le brutte notti in bianco fatte da Burattino). Si incarna nel 1890 circa in un villaggio nella provincia di Firenze assieme agli altri suoi coprotagonisti, assumendo il nome del suo autore, morto da poco. Vedendo la determinazione nel risolvere il caso Collodi, Marco Polo, Guardiano dell'Equilibrio, cede il suo posto alla marionetta divenuta uomo, che aiutato dalle muse trova il colpevole della morte di Collodi, acquistando il titolo di nuovo Guardiano. Qualche anno dopo, arruolatosi nell'Esercito, ritrova la Bambina dai Capelli Turchini in mezzo a diversi cadaveri libanesi massacrati da lei e le Storie Mai Narrate. La piccola, ritrovato il suo fratello, riprende coscienza e ritorna adulta pochi giorni dopo, assumendo l'identità di Angie. Angie e Carlo si fidanzano e aprono un'agenzia investigativa a Milano. Ha risolto il caso Necronomicon e ha fermato Marco Polo che stava sacrificando la Storia Primordiale per diventare una divinità e ha fermato ancora la Bambina dai Capelli Turchini, tornata dopo che Nicolas uccise Carlo permettendo all'alter ego di Angie di ritornare.
- Fata dai Capelli Turchini/Angie (Le avventure di Pinocchio. Storia di un burattino): Seconda protagonista della serie, ha capelli Turchini da adulta e Turchesi da Bambina. Si incarna in una cattedrale di Firenze nel 1890 circa e là, un uomo, la rapisce e la rivende come schiava in Libia. La piccola può, tuttavia, comunicare e vedere gli spiriti delle Storie mai Narrate, ossia le Storie che non sono mai state divulgate o che non hanno mai lasciato la mente del loro autore, e con essi, dopo essere stata violentata e picchiata, uccide un intero esercito libanese. Poco dopo, Carlo sopraggiungerà e la porterà con sé, e la Bambina diventerà adulta, fidanzandosi con Carlo e facendosi chiamare Angie, in memoria della madre di Collodi, Angelina. Lavora inizialmente come segretaria, poi come Carlo, anche investigatrice. Soffre di schizofrenia, similmente a Gollum, portandola a parlare con la sua controparte giovane. È amica di quasi tutte le protagoniste femminili. Dopo che Nicolas uccide Carlo, lei ritorna la bambina di prima e stermina un intero con le Storie mai Narrate palazzo fino al ritorno di Carlo, con la conseguenza di essere esiliata nelle terre di Gilgamesh.
- Capitan Nemo (Ventimila leghe sotto i mari, L'isola misteriosa): È il secondo protagonista della serie. È il proprietario, assieme all'Innominato, del Pub gli Sconosciuti, dove si ritrovano le Storie, e dove Carlo ottiene le informazioni necessarie, se Lucignolo non è disponibile. Ha capelli lunghi neri, raccolti in una coda. Si occupa del servizio al bar e, solo in alcuni casi, di servizio ai tavoli. È un grande amico di Carlo, Angie, Pippi Calzelunghe. È omosessuale, anche se prima di rivelarlo, il ragazzo di Pippi, lo aveva massacrato a pugni. Carlo si sfoga spesso con lui, più o meno alla chiusura del locale.
- Lucignolo "Lucy" (Le avventure di Pinocchio. Storia di un burattino): Nonostante i guai che ha causato a Pinocchio nella loro storia, Carlo e Lucy sono grandi amici, tanto che questi è il suo informatore personale. È un ubriacone, ma ciò gli permette di avvicinarsi alla mala e ai tipi sospetti. Il suo aspetto è trasandato e sporco.
- Sherlock Holmes ( Uno studio in rosso, Il segno dei quattro, Le avventure di Sherlock Holmes, Le memorie di Sherlock Holmes, Il mastino dei Baskerville, Il ritorno di Sherlock Holmes, La valle della paura, L'ultimo saluto di Sherlock Holmes, Il taccuino di Sherlock Holmes): È stato la prima scelta come futuro Guardiano da Marco Polo, ma ha rinunciato, rimanendo il detective privato di Londra sotto la copertura di critico artistico del British Museum. Aiuterà Carlo nel caso Necronomicon, ma come lui verrà catturato dalla Strega dell'Ovest e poi salvato da Harry Potter. Il suo aspetto è lo stesso del attore Benedict Cumberbatch, che interpreta il personaggio in Sherlock.
- Sandokan "Sandy" (Ciclo indo-malese, Le tigri di Mompracem, I misteri della jungla nera, I pirati della Malesia, Le due tigri, Il Re del Mare, Alla conquista di un impero, Sandokan alla riscossa, La riconquista di Mompracem, Il bramino dell'Assam, La caduta di un impero, La rivincita di Yanez): Amico di Nemo, Sandokan è un hacker e programmatore di videogiochi di Torino, aiuterà Carlo con il caso Necronomicon e lo assisterà dopo che Marco Polo ucciderà il Guardiano.
- Don Giovanni/Jean (Don Giovanni): Mentre Carlo si gode una piccola vacanza a Londra, Angie incontra Jean in Spagna, dove tenta di sedurla e portarla a letto, riuscendoci alla fine. In passato è stato aiutato da Carlo a scappare da il marito di una sua conquista. È alto, forte, muscoloso e ha un paio di baffetti e un pizzetto.
- Long John Silver/Chef Barbecue (L'isola del tesoro): Esiliato sull'Isola di Malta, Chef è il capo della mala dell'Isola, ma stufo di restarci, Chef decide di truffare Carlo, per poter o uccidere o lasciare l'isola. Carlo lo scopre ma gli permettere di lasciare Malta. È alto, grosso, forte e ha un graffio sull'occhio. È possibile che abbia una protesi alla gamba ma non è confermato.
- Harry Potter ( Harry Potter e la pietra filosofale, Harry Potter e la camera dei segreti, Harry Potter e il prigioniero di Azkaban, Harry Potter e il calice di fuoco, Harry Potter e l'Ordine della Fenice, Harry Potter e il principe mezzosangue, Harry Potter e i Doni della Morte, Harry Potter e la maledizione dell'erede): Il più giovane fra le Storie, incontra Carlo ad un bar londinese, mentre questi aspetta Sherlock Holmes. Il Guardiano spiega al maghetto ciò che le Storie devono fare, assicurandosi così che il ragazzo non tramuti niente e nessuno con i suoi incantesimi. Poco dopo, salva Sherlock e Carlo dalla Strega dell'Ovest e recupera il Necronomicon offrendosi di fare da aiutante a Sherlock. È giovane, ha capelli neri scompigliati, indossa occhiali neri, la divisa di Howgarts ma non sembra avere la famosa cicatrice a forma di saetta sulla fronte..
- Marco Polo (Il Milione): Il Guardiano precedente a Carlo. Gli offre il suo compito vedendo la sua determinazione nel risolvere il caso Collodi. Quindi, invoca la Musa Clio e cede a Pinocchio il suo ruolo, poi gli chiede come ricompensa di diventare umano. Con questa forma, Marco non è più sotto le leggi delle Storie e rapisce la Storia Primordiale per sacrificarla ai Signori dell'Entropia per diventare un dio. Carlo riesce a fermarlo trasformando la Prima Storia in una marionetta con il suo naso magico, sebbene poi riceva un proiettile da Marco. Non avendo più sacrifici, Marco Polo viene portato via dai Signori dell'Entropia e muore. Ha capelli e barbetta neri. È stato il successore di Dante Alighieri, e ha lavorato come guardiano per quasi 300 anni.
- Clio, la Musa (mitologia greca): È la musa della Storia, quindi una delle entità superiori delle Storie, è rappresentata come una donna degli anni 30 di colore. È colei che nomina i Guardiani. Si evoca con un miscuglio di latte, miele e acqua.
- il Gatto e la Volpe/Mào e Huli Jing (Le avventure di Pinocchio. Storia di un burattino): Si incarnano come due uomini dall'aspetto onesto, Volpe è basso, magro e dai capelli arancioni, Gatto è alto grosso e dai capelli neri. Carlo dice che gli ha incontrati nei primi anni di "vita" e gli hanno offerto di diventare cantastorie, ma Pinocchio aveva rifiutato. Li rincontrerà in Cina quando vengono catturati da Sun Wukong. I due sono accusati di aver rapito la divinità della Storia di Sun e averla sfruttata, assieme a dei bambini, nella produzione di merce "Made in China". Carlo però smaschera la divinità, che si rivela essere uno spirito Huli Jing, Daji la volpe. A quel punto, Volpe svuota il sacco spiegando che, ogni volpe truffatrice delle Storie, deve dimostrarsi più forte delle altri. Carlo poi rimpatrierà i suoi coprotagonisti in Italia.
- Gilgamesh (Epopea di Gilgameš): Guardiano del Sud, il più antico di tutti. Per salvare Angie dal tribunale, Carlo la affida a Gilgamesh, che potrà tenere testa alla forza indomita della Bambina dai Capelli Turchini.
- Malvagia Strega dell'Ovest (Il meraviglioso mago di Oz): Dopo aver vinto il Necronomicon ad una scommessa, la Strega attira Carlo a Londra e intende sacrificarlo per prendere la magia che gli fa crescere il naso e ritornare magica. Per evitare, come da copione, che Carlo venga salvato, rapisce anche Sherlkock. Tuttavia, Harry Potter entra nel suo nascondiglio e la stende con un badile. Ha vissuto come commessa in Kansas. Ha l'aspetto di una nobile anziana inglese dell'800.
- Mattia Pascal/Piero Biancaro (Il fu Mattia Pascal): Come nella sua storia originale, Mattia è solito prendere identità che non gli appartengono, ma stavolta ruba addirittura la vita delle persone. Carlo lo scopre quando la ex fidanzata della vittima di Mattia, un certo Piero Biancaro, non lo riconosce più. Mattia rivela di non prendere mai l'identità di persone innamorate in quanto "l'amore l'aveva tradito diverse volte". Il suo aspetto pare essere un corpo senza volto o altri segni particolari.
- Mila (La figlia di Iorio): È una Teatrante, ossia una Storia che fa parte del teatro, quindi ha una personalità volubile. Come nella sua storia originale, si addossa la colpa del suo fidanzato di turno. Carlo decide di lasciarla in prigione in quanto ciò gli servirà da lezione. Era fidanzata anche con Orlando. Ha capelli rossi ricci.
- Orlando (Orlando innamorato, Orlando furioso): È alto, grosso e forte, gestisce una palestra a Milano, ma quando si arrabbia arriva perfino a ribaltare persino un camion. Per calmarlo, l'unica soluzione è somministrargli un liquido detto "Senno". Ha capelli lunghi biondi.
- Peter Pan/Pietro (Peter Pan nei Giardini di Kensington/L'uccellino bianco, Peter e Wendy/Peter Pan, o il Ragazzo che non voleva crescere, Peter Pan e la Sfida al Pirata Rosso): È, dopo Lucignolo, il miglior amico di Carlo, data la loro eterna giovinezza passata, con cui passa una volta al anno, una specie di "terapia di coppia" in cui passano la serata al Luna Park, in modo da ricordarsi in maniera positiva, l'uno il Paese dei Balocchi, l'altro l'Isola Che Non C'è. Pietro gestisce un centro turisti ed è stato anche un circense, ma non è cambiato caratterialmente e ha rapito da Londra dei bambini per salvarli dall'Orfanotrofio, ciò ha rotto l'amicizia tra Pinocchio e Peter che scompare per sempre dato il potere di Carlo. La sua ombra ha vita propria è riflette il pensiero di Pietro. La sua volubilità fa riferimento al fatto che era inizialmente un Teatrante.
- Gandalf (Il Signore degli Anelli, La Compagnia dell'Anello, Le due torri, Il ritorno del re, Lo Hobbit): Viene citato da Carlo che spiega che nonostante l'assenza della magia è ora un assicuratore.
- Conte Dracula (Dracula): Ha partecipato alla Seconda Guerra Mondiale, come Generale Nazista. Incontrò un bambino innocente in una casetta di campagna. All'inizio lo trovò ridicolo, poi ci si affezionò, proteggendolo dai nazisti, poi dalla mala di Edimburgo, ma questa lo trovò e ferì a morte il bambino, il Conte si infuriò e uccise chiunque fosse complice della morte del Piccolo Principe. Carlo lo raggiunge e cerca di farlo dissuadere, o avrebbe fatto vedere al bambino, da poco ritornato in vita, ciò che il suo padrino stava facendo. Ha capelli ricci raccolti in una coda, è vestito come un hawaiano, sebbene pare essere fotofobico, data la pelle pallida, gli occhiali da sole rosa e il fatto che agiva durante le giornate nuvolose e di notte. E inoltre molto forte, ma non è chiaro se si nutra di sangue.
- Piccolo Principe (Il Piccolo Principe): Incontra Dracula mentre sta cercando di tranquillizzare una pecora disegnata sul muro. Il Conte si affeziona e lo protegge finché la mala di Edimburgo lo trova e uccide. Ritorna in vita poche settimane dopo, sotto le cure di Angie. È forse il più giovane (dal punto di vista dell'età) delle Storie, ha capelli biondi smossi.
- Mostro di Frankestein/Foroneo (Frankenstein o il moderno Prometeo): Il fidanzato di Pippi Calzelunghe. Dopo che Pippi girava più intorno a Nemo, Foroneo lo prese di mira finché la ragazza non gli diede un gigantesco schiaffo spiegando che è solo amica di Nemo. Il suo nome fa riferimento all'Epiteto di suo padre: Victor Frankestein ossia il Prometeo moderno, e il primo uomo creato da Prometeo era proprio Foroneo. È un insegnante di storia e, se non usa la violenza, è anche molto socievole. È alto, grosso, muscoloso, le cicatrici sono tatuate su tutto il corpo e, come lo immaginavano i primi lettori di Mary Shelley, è nero.
- Alice (Le avventure di Alice nel Paese delle Meraviglie, Attraverso lo specchio e quel che Alice vi trovò): Compare di sfuggita nel secondo episodio mentre critica che non prenderà le Ostriche in quanto tristi, riferendosi alla poesia di Tweedledum e Tweedledee. Poi viene chiamata al telefono da Carlo, prima di essere ucciso da Nicolas, paziente del Manicomio che Alice gestisce. È una grande amica di Angie, insieme vanno spesso ai concerti. Il suo aspetto è visibile solo nella copertina del secondo albo: ha capelli neri e un vestitino azzurro (rassomigliando molto all'Alice di McGee, che quella originale, che ha il vestito giallo, o quella disneyana, che ha i capelli biondi).
- Jacopo Ortis (Ultime lettere di Jacopo Ortis): Primo, e finora, unico, personaggio poetico incontrato. È un vecchio amico di penna di Carlo, e perciò gli chiede di portare un suo amico deceduto, prima che resusciti, a casa: Werther. I due si scambiavano sempre delle epistole, erano innamorati l'uno dell'altro. Entrambi hanno anche una caratteristica in comune, il suicidio, Jacopo però l'ha superato, stessa cosa non si può di dire di Werther.
- Giovane Werther (I dolori del giovane Werther): Amico di penna di Jacopo Ortis, con il quale scambia epistole. Abita in Germania, e stando a Ortis, ciò fa sì che sia sempre attaccato al suo personaggio e quindi alla smania di suicidio. Carlo, senza mentire, riesce a portarlo in Italia e farlo prendere sotto la custodia di Jacopo, prima che resusciti.
- Cthulhu (Ciclo di Cthulhu): Nella fantasia è raffigurato come un mostro dal corpo di demone alato e dalla testa di polpo. Nella realtà è un basso e buffo impiegato dell'INPS. È il primo, e ultimo, sospettato del caso Necronomicon, in quanto il libro proviene dalla sua serie.
- Innominato (I Promessi Sposi): Finora solo citato, l'Innominato è il socio di Nemo e co-proprietario del Pub gli Sconosciuti.
- Buratino (Il compagno Pinocchio/Burattino e la chiave d'oro): È il "fratello russo" di Pinocchio. Viene citato da Carlo come motivo del suo odio per i russi.
- Sun Wukong (Il viaggio in Occidente): Guardiano dell'Est. Nella storia era una scimmia, nella Realtà un uomo che può rassomigliare all'animale. Alto, agile, forte sebbene giri sempre con un bastone e un paio d'occhiali. È il più vicino guardiano a Carlo al quale rivela la scorciatoia del Labirinto dell'Alaph, che permette di tele trasportarsi di paese in paese. È temuto da Dracula.
- Daji (Kuan-Yin) (Fengshen Yanyi): È uno spirito volpe cinese che per incastrare la Volpe, l'ha incastrato facendosi passare per una divinità di una Storia. Carlo la scopre e la volpe viene arrestata da Sun Wukong.
- Quasimodo (Notre-Dame de Paris): Compare al Pub in compagnia di Erik mentre discutono su cosa sia meglio tra un teatro pieno di cunicoli o una cattedrale.
- Erik (Il fantasma dell'Opera): Compare al Pub in compagnia di Quasimodo mentre discutono su cosa sia meglio tra una cattedrale o un teatro pieno di cunicoli.
- Pippi Calzelunghe/Pippi Lengstrump  (Pippi Calzelunghe): È una ragazza svedese che ha aperto diverse case per le donne maltrattate o violentate. È una grande amica di Nemo ed è fidanzata con Foroneo, il quale è molto geloso, tanto che picca senza pietà Nemo finché Pippi non gli sgancia un destro, arrabbiata con la Creatura. È forte (può addirittura sollevare un cavallo sopra la testa), alta, vivace e ha capelli con le trecce rossi.
- Dante (Divina Commedia): Era il predecessore di Marco Polo. Una volta terminato il suo compito, ha chiesto di porre fine alla sua vita immortale da Storia ed è morto.
- La Storia Primordiale: Il più anziano tra le Storie. Non si sa nulla sul suo aspetto se non che è maschio ed è uno scrittore. Quando Carlo si sacrifica per salvarlo da Marco Polo, si trasforma in marionetta dalle fattezze di una bambola di legno africana. Sun Wukong distrugge il suo corpo di legno permettendogli di resuscitare come uomo non appena qualcuno avrebbe risvegliato la sua storia.
- Signori dell'Entropia: I signori oscuri dell'Infinito. Sono come delle Anti-Muse. Sono fantasmi neri che possono realizzare un desiderio se hanno il giusto sacrificio. Marco intendeva sacrificare a loro la Storia Primordiale ma dopo la mutazione di quest'ultimo in bambola, fu Marco a essere rapito anziché diventare un dio.
- Nicolas: Un paziente di Alice, pare essere una Storia che non vuole creder di esserlo. Carlo prova a dimostrarglielo raccontandogli della sua Storia delle Muse e Marco, ma Nicolas rifiuta e fugge dal manicomio per liberare Carlo dalla sua credenza Pagana e convertirlo al credo Cristiano. Il Tribunale delle Storie fa sparire Nicolas, ma questi uccide Carlo, e Angie si suicida dal dolore facendo emergere la sua controparte Bambina.
- il Tribunale delle Storie: Non si sa nulla su di loro, ma è possibile che siano le Muse, dato che sono i più potenti delle Storie stesse, col potere di far sparire le Storie e quant'altro.